# Glyphodes phytonalis
Glyphodes phytonalis là một loài bướm đêm trong họ Crambidae.